# Tóth Ágnes (keramikus)
Tóth Ágnes Katalin (Budapest, 1950. április 20. –) keramikus, tanár.

## Életrajz
1964 és 1968 között a budapesti Képző- és Iparművészeti Gimnázium tanulója volt, 1974-ben végezte el a Magyar Iparművészeti Főiskola kerámia-szakát. Mesterei többek között: Tóth István, Sebestény Ferenc, Sándor István, Lénárt Mihály, Litkei József, Csekovszky Árpád voltak. Diplomamunkája: samott falburkolatterv, és nagyméretű, samott virágtartó. Utóbbi bekerült Koczogh Ákos : Mai magyar iparművészet: Üveg, porcelán, kerámia c. kötetébe is, és kiállították a bécsi Virág-Világkiállítás magyar pavilonjában is.  1974-75-ben tervező volt az Alföldi Porcelángyárban, 1977-ben, a VIT pályázatra kávés, fűszeres, süteményes, és kompótos készleteket tervezett, amelyekkel a Magyar Nemzeti Galéria kiállításán is részt vett, és később az Iparművészeti Vállalat boltjai számára gyártotta saját műhelyében kis szériában.Ezek matt, fehér mázas, félporcelán edények voltak, kobalt, és rézoxidos dekorokkal. 1978-ban elnyerte a kecskeméti Nemzetközi Kerámia Stúdió ösztöndíját óvodai porcelán étkészlet tervezésére,  és a Siklósi Égetési Szimpóziumon is részt vett. 1984-től 1994-ig a Romhányi Építési Kerámiagyárban dolgozott tervezőként. Kerámia fali- és padlócsempéket, dekorokat tervezett, valamint egyedi burkolatok készítésével is foglalkozott.

### 1994-től
Munkái szerepeltek a bolognai, müncheni, poznani, budapesti szakkiállításokon és vásárokon. 1994-től kiállításrendezéssel foglalkozott és tanítani kezdett. 1998-2000 közt elvégezte a vizuális- és környezetkultúra tanár szakot a Magyar Iparművészeti Egyetemen ( MOME ). 1996-2013-ig tanított budapesti általános iskolákban, gimnáziumban, szakiskolában, és szakközépiskolában: rajzot, művészettörténetet, szakrajzot, dekorációt, ábrázoló geometriát, stb. 2013-tól nyugdíjba vonult.

## Díjak, elismerések
- 1966: Képző- és Iparművészeti Gimnázium kiállítása, I. díj;
- 1975: Alkotó Ifjúság pályázat, I. díj;
- 1985: Fiatal Iparművészek Stúdiója-díj.

## Válogatott csoportos kiállítások
- 1969 • Három keramikus kiállítása, I. ker. Művelődési Ház, Budapest
- 1974 • Magyar Iparművészeti Főiskola kiállítása, Ernst Múzeum, Budapest
- 1978 • Művészeti pályázatok, Magyar Nemzeti Galéria, Budapest
- 1979 • Országos Szilikátipari Formatervezési Triennálé, Kecskemét
- 1985 • Fiatal Iparművészek Stúdiója-kiállítás, Ernst Múzeum, Budapest
- 1991 • Müncheni Vásár, München
- 1992 • Poznań.

## Köztéri művei
- virágtartó oszlop (samott, 1976, Budapest, XII. ker., Táncsics Mihály Gimnázium)
- virágtartó oszlop (samott, 1976, Budapest, Csillebérci tábor)
- burkolat (festett mázas kerámia, 1986, Vác, Széchenyi u., Húsáruház)
- burkolat (festett mázas kerámia, 1987, Balassagyarmat, Rákóczi u., PENOMAH mintabolt)
- burkolat (kerámia, 1988, Budapest, IV. ker., Káposztásmegyeri lakótelep, Húsmintabolt)
- burkolat (festett mázas kerámia, 1988, Budapest, VIII. ker., Rákóczi tér, PENOMAH mintabolt).

## Művek közgyűjteményekben
- Nemzetközi Kerámia Stúdió Gyűjteménye, Kecskemét.